# Municipio de Round Lake (Minnesota)
El municipio de Round Lake (en inglés: Round Lake Township) es un municipio ubicado en el condado de Jackson en el estado estadounidense de Minnesota. En el año 2010 tenía una población de 166 habitantes y una densidad poblacional de 1,79 personas por km².

## Geografía
El municipio de Round Lake se encuentra ubicado en las coordenadas 43°32′10″N 95°24′17″O / 43.53611, -95.40472. Según la Oficina del Censo de los Estados Unidos, el municipio tiene una superficie total de 92.98 km², de la cual 87,83 km² corresponden a tierra firme y (5,53 %) 5,14 km² es agua.

## Demografía
Según el censo de 2010, había 166 personas residiendo en el municipio de Round Lake. La densidad de población era de 1,79 hab./km². De los 166 habitantes, el municipio de Round Lake estaba compuesto por el 98,19 % blancos, el 0,6 % eran afroamericanos y el 1,2 % eran de una mezcla de razas. Del total de la población el 1,81 % eran hispanos o latinos de cualquier raza.